# Gornji Oštrc
Gornji Oštrc is een plaats in de gemeente Žumberak in de Kroatische provincie Zagreb. De plaats telt 64 inwoners (2001).